# Metazygia voluptifica
Metazygia voluptifica là một loài nhện trong họ Araneidae.
Loài này thuộc chi Metazygia. Metazygia voluptifica được Eugen von Keyserling miêu tả năm 1892.